# Lajdare
Lajdare, från nederländskans leiden; ungefär "leda fösa", tidigare benämnd hopare, var i Stockholm en yrkesgrupp som tog emot djur vid hamnar och järnvägsstationer under 1800-talets andra hälft och en bit in på 1900-talet. Transporterades djuren med båt till staden kom de oftast till Munkbron. Grisar fraktades dock främst med järnväg och lossades vid Södra station. Djuren leddes av lajdarna till de små slakterier som fanns inne i staden efter att skråväsendet upphört och slaktningen släppts fri. De flesta av dessa låg vid Skanstull på Södermalm. Det hände att lajdarna tappade kontrollen över kreaturen och att människor blev nertrampade, dessutom hade de många småslakterierna dålig renlighet. År 1882 beslutades att ett slakthus skulle byggas för all stadens slakt. Slakthusområdet placerades på Enskede gård köpt av Stockholms stad 1904 men blev inte färdigt förrän 1912 och först då upphörde yrket.